# Basilica San Paolo (metropolitana di Roma)
Basilica San Paolo è una stazione della linea B della metropolitana di Roma e della ferrovia Roma-Lido.

## Struttura ed impianti
Provenendo da Porta San Paolo, prima di raggiungere la stazione, la ferrovia attraversa una galleria scavata negli anni venti sotto la cosiddetta Roccia di San Paolo (una parete di tufo di fronte alla basilica, utilizzata come sepolcreto da circa l'età repubblicana fino al V secolo e.V.). Tale galleria costituisce una variante del progetto originale che prevedeva il passaggio attorno alla Roccia. Adottando il progetto originale la linea sarebbe passata accanto alla basilica. In seguito, a lavori già iniziati, si preferì questa variante per non interferire con il paesaggio.
Tra il 1955 e il 1990 la stazione ebbe il nome di San Paolo Basilica e per diverso tempo, dopo il 1990, Basilica S. Paolo fino ad assumere il nome attuale per esteso.

## Servizi
- Biglietteria automatica
- Servizi igienici

## Interscambi
- Fermata autobus ATAC